# パルマリッジ
パルマリッジ（伊: Palmariggi）は、イタリア共和国プッリャ州レッチェ県にある、人口約1,500人の基礎自治体（コムーネ）。

## 地理

### 位置・広がり

#### 隣接コムーネ
隣接するコムーネは以下の通り。
- バニョーロ・デル・サレント
- カンノレ
- ジュッジャネッロ
- ジュルディニャーノ
- マーリエ
- ムーロ・レッチェーゼ
- オトラント